# Jezioro Kierzkowskie (powiat żniński)
Jezioro Kierzkowskie – jezioro w Polsce, położone w województwie kujawsko-pomorskim, w powiecie żnińskim, w gminie Żnin, na terenie Pojezierza Żnińsko-Mogileńskiego.

## Dane morfometryczne
Powierzchnia zwierciadła wody wynosi 77,3 ha.
Zwierciadło wody położone jest na wysokości 74,6 m n.p.m. Średnia głębokość jeziora wynosi 8,0 m, natomiast głębokość maksymalna 23,0 m.
Na podstawie badań przeprowadzonych w 2005 roku wody jeziora sklasyfikowano poza klasą klasy czystości.
W roku 1996 wody jeziora również zaliczono do wód pozaklasowych.

## Hydronimia
Według urzędowego spisu opracowanego przez Komisję Nazw Miejscowości i Obiektów Fizjograficznych (KNMiOF) nazwa tego jeziora to Jezioro Kierzkowskie.